# My impossible dream
My impossible dream is een single van Glennis Grace. Het is afkomstig van haar album My impossible dream.

## Achtergrond
My impossible dream was een van de vierentwintig liedjes die waren ingezonden voor het Nationaal Songfestival 2005. Glennis Grace had daarvoor al enkele singles uitgebracht die dan weer net wel en dan weer net niet de hitparades haalden. De concurrentie bestond grotendeels uit artiesten die na dat songfestival weer in de anonimiteit verdwenen. Een uitzondering daarop was ene Willem Bijkerk. Een vakjury bestaande uit Cornald Maas, Paul de Leeuw en Esther Hart met een publieksjury kozen in de eindronde (na vier voorronden) My impossible dream voor uitzending naar het Eurovisiesongfestival 2005. Glennis Grace kwam de halve finale niet goed door en mocht niet meedoen aan de finale die uiteindelijk gewonnen werd door Elena Paparizou met My number one. Na dit songfestival en de nasleep daarvan verkoos Grace het Nederlands als voertaal voor haar liedjes met als hoogtepunt Afscheid, een nummer 1-hit in 2011.

## Hitnotering

### Nederlandse Top 40
| Positie: | 28 | 26 | 40 | uit |

### NederlandseSingle Top 100
| Positie: | 15 | 16 | 17 | 22 | 30 | 38 | 31 | 47 | 67 | 28 | 36 | 82 | uit |

1956: De vogels van Holland / Voorgoed voorbij · 1957: Net als toen · 1958: Heel de wereld · 1959: 'n Beetje · 1960: Wat een geluk · 1961: Wat een dag · 1962: Katinka · 1963: Een speeldoos · 1964: Jij bent mijn leven · 1965: 't Is genoeg · 1966: Fernando en Filippo · 1967: Ring-dinge-ding · 1968: Morgen · 1969: De troubadour · 1970: Waterman · 1971: Tijd · 1972: Als het om de liefde gaat · 1973: De oude muzikant · 1974: Ik zie een ster · 1975: Ding-a-dong · 1976: The party's over · 1977: De mallemolen · 1978: 't Is O.K. · 1979: Colorado · 1980: Amsterdam · 1981: Het is een wonder · 1982: Jij en ik · 1983: Sing me a song · 1984: Ik hou van jou · 1986: Alles heeft ritme · 1987: Rechtop in de wind · 1988: Shangri-la · 1989: Blijf zoals je bent · 1990: Ik wil alles met je delen · 1992: Wijs me de weg · 1993: Vrede · 1994: Waar is de zon · 1996: De eerste keer · 1997: Niemand heeft nog tijd · 1998: Hemel en aarde · 1999: One good reason · 2000: No goodbyes · 2001: Out on my own · 2003: One more night · 2004: Without you · 2005: My impossible dream · 2006: Amambanda · 2007: On top of the world · 2008: Your heart belongs to me · 2009: Shine · 2010: Ik ben verliefd (sha-la-lie) · 2011: Never alone · 2012: You and me · 2013: Birds · 2014: Calm after the storm · 2015: Walk along · 2016: Slow down · 2017: Lights and shadows · 2018: Outlaw in 'em · 2019: Arcade · 2020: Grow · 2021: Birth of a new age · 2022: De diepte · 2023: Burning daylight · 2024: Europapa